# Liste palästinensischer Zeitungen
Dies ist eine Liste palästinensischer Zeitungen.

## Tageszeitungen
- Al-Ayyam (Ramallah)
- Al-Hayat Al-Jadeedah
- Al-Hurriya (DFLP)
- Al-Ittihad
- Palestine Daily
- Palestine Times
- Al-Quds
- al-Quds al-arabi
- Suriyya al-Janubiyya

## Wöchentlich erscheinende Zeitungen
- Akhbar Alnaqab
- Al-´Awda
- Daleelak
- Fasl Al-Maqal
- Gaza Weekly Newspaper
- Al-Hadaf
- Al-Istiqilal
- The Jerusalem Report
- The Jerusalem Times
- Al-Karmil
- Kul Al-Arab
- Al-Malaeb
- El-Magal
- Al-Manar
- Palestine Report
- Ar-Risalah
- Ar-Risalah Al-'usbuu3iyyah
- Al-Sabbar
- Al-Senara
- Sawt Al-Haqq wal-Hurriyyah
- Sawt Al-Nisa´
- As-Senennara

## Zweiwöchentlich erscheinende Zeitungen
- Filastin

## Monatlich erscheinende Zeitungen
- Attareek
- Al-Bayader As-Siyasi
- Al-Elm wal Hayat
- Filasteen al-Muslimah
- Kana´an
- Al-Massar
- Palestine Times
- Pal Sport
- Sawt Al-Jamaheer

## Sonstige Zeitungen, Magazine und Journale
- Afaq
- Al-Akhbar
- Al-Daar
- Al-Hal
- Al-Karmel
- The New Middle East Magazine
- Palestine-Israel Journal
- Ru' I Shebabiya
- Samed Magazine
- Sawt al-Aseer
- Al-Shuara (Magazin)
- The Youth Times (PYALARA)